# Moyen-Cavally

Localisation de la région

Le Moyen-Cavally est une ancienne région de Côte d'Ivoire, en Afrique de l'ouest, qui avait pour chef-lieu la ville de Guiglo. 
Cette région est située à l'ouest du pays et elle jouxte le Liberia et la Guinée. Elle tire son nom du fleuve Cavally qui forme ici la frontière entre le Libéria et la Côte d'Ivoire. Elle a une superficie de 14 150 km2 et une population estimée à 781 628 en 2012 (densité : 55,24 hab./km2).
Cette région est peuplée en majorité par les Wés, ce peuple y vit depuis près de 8 siècles.

## Démographie
| 1988    | 1998    | 2010    | 2012    |
| ------- | ------- | ------- | ------- |
| 272 489 | 508 733 | 737 699 | 781 628 |

## Départements et Villes
- Guiglo
  - Zagné
  - Nizahon
  - Taï
- Duékoué
- Toulepleu
- Blolequin
  - Zéaglo